# Oulema obscura
Oulema obscura är en skalbaggsart som först beskrevs av Stephens 1831.  Oulema obscura ingår i släktet Oulema, och familjen bladbaggar. Arten är reproducerande i Sverige.